# UCI Asia Tour 2021
L'UCI Asia Tour 2021 è la diciassettesima edizione dell'UCI Asia Tour, uno dei cinque circuiti continentali di ciclismo dell'Unione Ciclistica Internazionale, composto da corse che si disputano nel continente asiatico.

## Squadre partecipanti
La partecipazione delle squadre alle diverse gare dipende dalla categoria dell'evento. Ad esempio le squadre UCI World Tour possono partecipare esclusivamente a corse di categoria .1 e il loro numero è limitato.
| Categoria | Categoria            | Squadre                                                                                |
| --------- | -------------------- | -------------------------------------------------------------------------------------- |
| .1        | 1.1 (Corse in linea) | * UCI World Tour (max 50%) * UCI ProTeam * UCI Continental Team * Squadre nazionali    |
| .1        | 2.1 (Corse a tappe)  | * UCI World Tour (max 50%) * UCI ProTeam * UCI Continental Team * Squadre nazionali    |
| .2        | 1.2 (Corse in linea) | * UCI ProTeam * UCI Continental Team * Squadre nazionali * Squadre regionali e di club |
| .2        | 2.2 (Corse a tappe)  | * UCI ProTeam * UCI Continental Team * Squadre nazionali * Squadre regionali e di club |

## Calendario

### Maggio
| Data  | Prova                | Cat. | Vincitore       | Squadra            |
| ----- | -------------------- | ---- | --------------- | ------------------ |
| 28-30 | Tour of Japan (2021) | 2.2  | Nariyuki Masuda | Utsunomiya Blitzen |

### Luglio
| Data  | Prova                       | Cat. | Vincitore     | Squadra                      |
| ----- | --------------------------- | ---- | ------------- | ---------------------------- |
| 11-18 | Tour of Qinghai Lake (2021) | 2.2  | Zhishan Zhang | Tianyoude Hotel Cycling Team |

### Ottobre
| Data | Prova                     | Cat. | Vincitore         | Squadra         |
| ---- | ------------------------- | ---- | ----------------- | --------------- |
| 10   | Oita Urban Classic (2021) | 1.2  | Francisco Mancebo | Matrix Powertag |

## Classifiche

### Classifica individuale
La classifica è composta da tutti i corridori del continente che abbiano ottenuto punti nell'UCI World Ranking.  
| Pos. | Corridore             | Squadra    | Punti |
| ---- | --------------------- | ---------- | ----- |
| 1    | Aleksej Lucenko       | Astana     | 1230  |
| 2    | Nariyuki Masuda       | Utsunomiya | 174   |
| 3    | Jambaljamts Sainbayar | Terengganu | 158   |
| 4    | Masaki Yamamoto       | Kinan      | 136   |
| 5    | Yevgeniy Fedorov      | Astana     | 123   |
| 6    | Vadim Pronskiy        | Astana     | 106   |
| 7    | Keigo Kusaba          | Aisan      | 100   |
| 8    | Yevgeniy Gidich       | Astana     | 90    |
| 9    | Peer. Chawchiangkwang | Thailand   | 83    |
| 10   | Saeid Safarzadeh      |            | 80    |
| 10   | Artyom Zakharov       | Astana     | 80    |

### Classifica a squadre
La classifica viene calcolata sommando i punti della classifica individuale dei migliori 8 ciclisti per squadra.
| Pos. | Squadra                           | Punti  |
| ---- | --------------------------------- | ------ |
| 1    | Terengganu Cycling Team           | 856,67 |
| 2    | Vino-Astana Motors                | 232    |
| 3    | Kuwait Pro Cycling Team           | 230,33 |
| 4    | Utsunomiya Blitzen                | 185    |
| 5    | Kinan Cycling Team                | 177    |
| 6    | Thailand Continental Cycling Team | 165    |
| 7    | Aisan Racing Team                 | 133    |
| 8    | Tianyoude Hotel Cycling Team      | 121    |
| 9    | Team Sapura Cycling               | 110    |
| 10   | Matrix Powertag                   | 87     |

### Classifica per nazioni
La classifica viene calcolata sommando i punti dei migliori 8 ciclisti per nazione.
| Pos. | Nazione        | Punti   |
| ---- | -------------- | ------- |
| 1    | Kazakistan     | 1818,71 |
| 2    | Giappone       | 698     |
| 3    | Mongolia       | 368     |
| 4    | Oman           | 239     |
| 5    | Thailandia     | 233     |
| 6    | Uzbekistan     | 226     |
| 7    | Indonesia      | 213     |
| 8    | Arabia Saudita | 210     |
| 9    | Iran           | 193     |
| 10   | Qatar          | 191     |

### Classifica per nazioni U23
La classifica viene calcolata sommando i punti dei migliori 8 ciclisti per nazione della categoria U23.
| Pos. | Nazione        | Punti |
| ---- | -------------- | ----- |
| 1    | Kazakistan     | 307   |
| 2    | Oman           | 189   |
| 3    | Giappone       | 178   |
| 4    | Uzbekistan     | 125   |
| 5    | Thailandia     | 94    |
| 6    | Arabia Saudita | 81    |
| 7    | Indonesia      | 58    |
| 7    | Mongolia       | 58    |
| 7    | Singapore      | 58    |
| 10   | Cina           | 46    |